# Локомотив (Калуга)
«Локомотив» (рос. МУП Калужский футбольный клуб «Локомотив») — колишній російський професіональний футбольний клуб з міста Калуга.

## Хронологія назв
- 1936—1982: «Локомотив» (Калуга)
- 1996: «Зміна-ПМРЗ» (Калуга)
- 1997—2009: «Локомотив» (Калуга)

## Історія
Футбольний клуб «Локомотив» було засновано в 1936 році в місті «Калуга». Багаторазовий чемпіон Калузької області (1946 1947 1950-1954, 1956) та володар Кубка Калузької області (1948-1952, 1954, 1955, 1957-1959).
У 1965 році команда дебютувала в 1-й російській групі Класу «Б» чемпіонату СРСР (До цього п'ять сезонів (1960-1964) у класі «Б» Калугу представляв «Супутник»). У цьому сезоні калужці посіли третє місце, поступившись одним очком ленінградському Автомобілісті та калінградській «Балтиці». Наступного року «Локомотив» виграв свою групу та фінальний турнір та вийшла до 2-ї підгрупи Класу «А».З 1963 по 1969 рік калузький колектив очолював Володимир Добріков. У 1970 році після чергової реорганізації системи футбольних ліг опустилася до 2-ї групи Другої ліги. У 1973 році в зональному турнірі «Локомотив» був другим, а в 1977 році під керівництвом тренера Юрія Круглова «залізничники» вдруге стали чемпіонами РРФСР. Двічі вони виходили і в фінал республіканського кубка, але обидва рази зазнавали невдачі. У 1974 році сильнішим був магнітогорський «Металург», а в 1981 — омський «Іртиш». Проте наприкінці 70-х років результати «Локомотива» стали різко погіршуватися. По завершенні сезону 1982 року команду було розформовано, а її місце посіла «Зоря» (Калуга).
У 1996 році команду було відроджено під назвою «Зміна-ПМРЗ», вона стартувала в Першості Росії серед КФК (на той час клуб представляв Шляховий ремонтно-механічний завод). Наступного року команда повернула собі назву «Локомотив» (Калуга) й стартувала в зоні «Центр» Другого дивізіону чемпіонату Росії, в яккому виступав до завершення сезону 2006 року. 27 лютого 2007 року на підставі заяви про добровільний вихід зі складу членів Асоціації ПФЛ і в зв'язку з відмовою від участі в змаганнях Рада Ліги виключив з Асоціації ПФЛ футбольний клуб «Локомотив» (Калуга). Надалі виступав у міських футбольних змаганнях. У 2008 році калузький «Локомотив» вперше в новітній історії клубу виграв чемпіонат Калузької області, а в 2009 році став срібним призером зони «Чернозем'е» аматорської першості Росії (ЛФЛ), поступившись лише інший калузької команді — «МіК».

## Досягнення команди
«Локомотив» всього провів у другому дивізіоні 6 сезонів - 226 матчів (+72 = 61 -93). Різниця забитих і пропущених м'ячів: 248-298. Найкраще досягнення — 7 місце в зоні «Центр» другого дивізіону (2001). Найбільша кількість матчів за команду відіграв Роман Жуленко (капітан команди) — 180.

## СДЮШОР «Зміна»
Дитяча СДЮШОР «Зміна» (район Малинники) утворена в 1993 році. Пріоритет у керівництві й складі команди відданий місцевим тренерам і футболістам. У школі працюють 6 тренерів. Майже щороку вихованці калузького футболу запрошуються в інші клуби. За одинадцять років СДЮШОР «Зміна» підготувала понад 500 футболістів, з них понад 100 гравцям було присвоєно перший дорослий розряд.

## Відомі гравці
- Валерій Алістаров — чемпіон РРФСР 1977, Виступав у вищій лізі Чемпіонату України за «Буковину» (був капітаном команди[2]) та «Кремінь»
- Василь Мілес — чемпіон РРФСР 1966 року, один з найкращих бомбардирів в історії команди[3].
- Іван Сорокін — капітан московського «Локомотива» в 1963-1964 роках.
- Єгор Медников — у 1974 році виступав за «Спартак», срібний призер чемпіонату СРСР.
- Костянтин Камнєв — радянський і російський футболіст, який здобув популярність в «Асмаралі», новоросійському «Чорноморці» й «Уралані».

## Відомі тренери
- Володимир Добріков — у 1966 році вперше в історії клубу виграв з «Локомотивом» Чемпіонат РРФСР.
- Юрій Круглов — разом з «Локомотивом» здобув перемогу у Чемпіонаті РРФСР 1977[4].
- Гелій Путєвський — був тренером команди в 1977 році.
- В'ячеслав Лєдовських — відомий тренер, чемпіон Першої ліги Казахстану 2007 року.
- Хакім Фузайлов — нинішній головний тренер збірної Таджикистану.